# Йихві

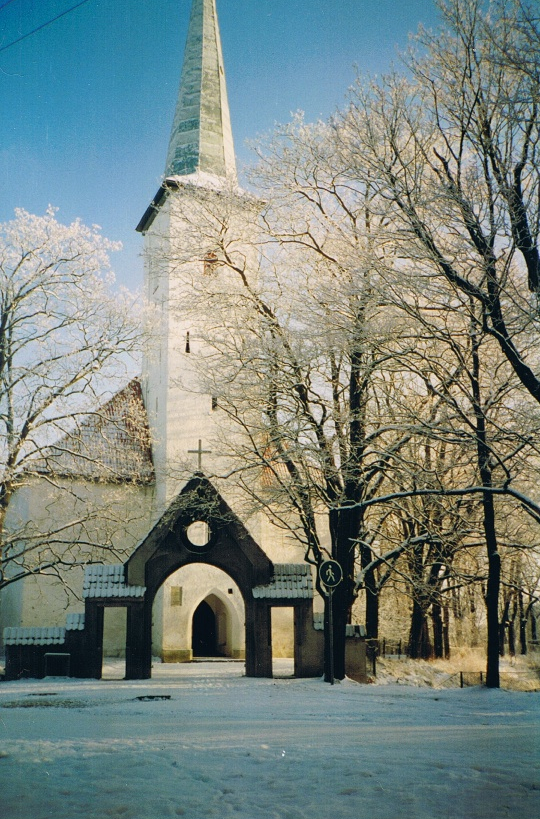
Лютеранська церква в Йихві

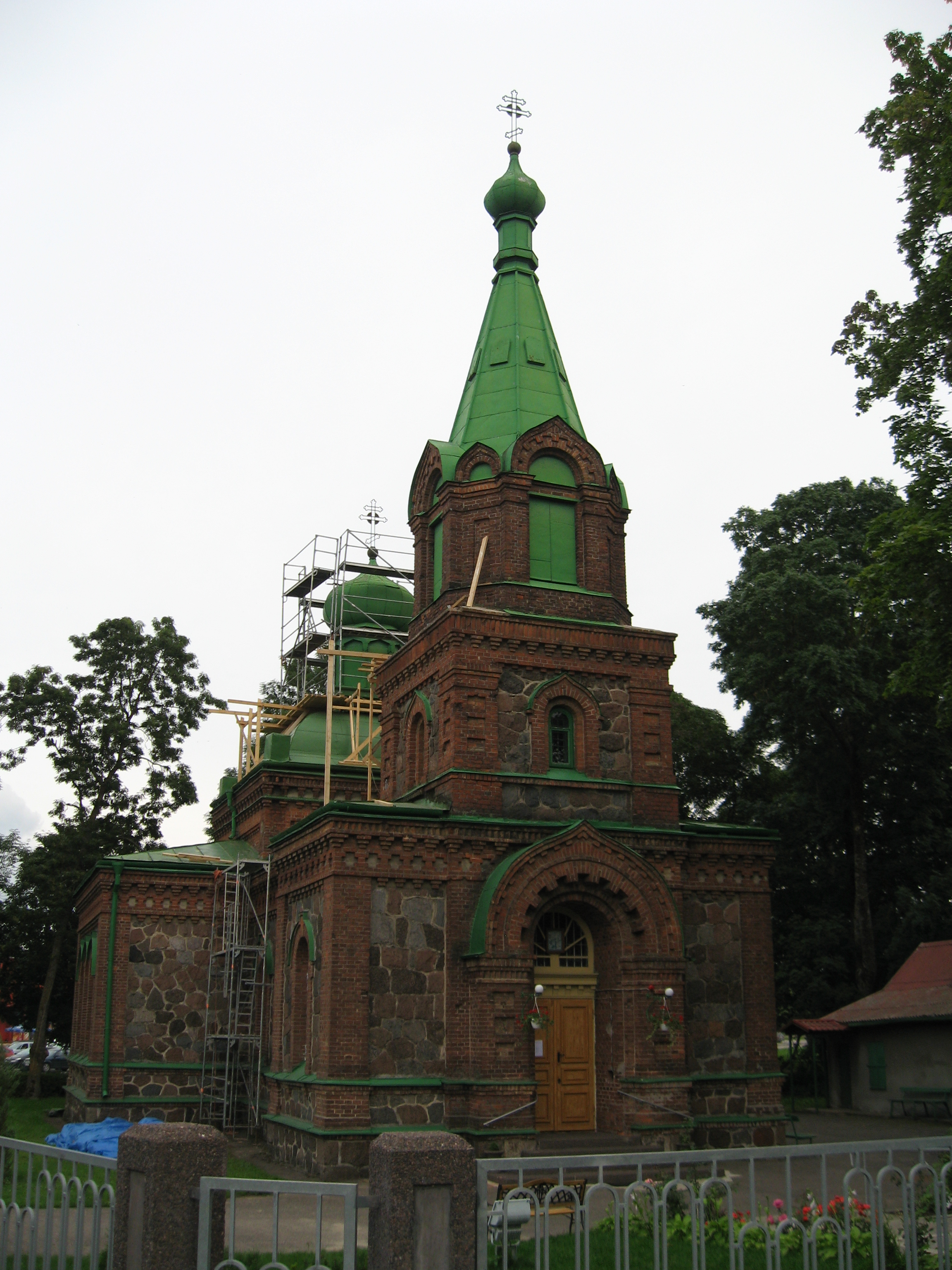
Православна церква в Йихві

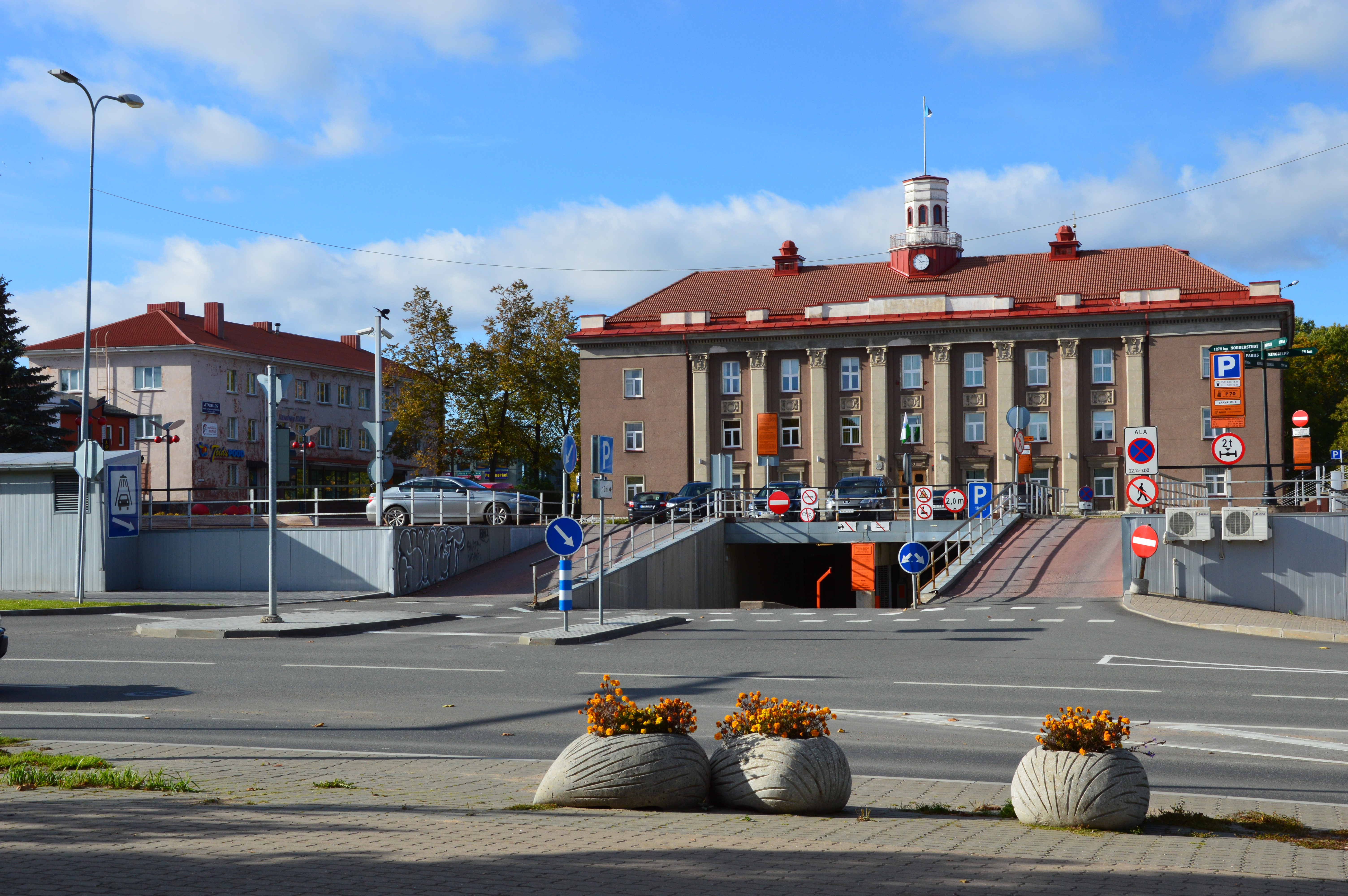

Йи́хві, Йи́гві, Ї́хві або Ї́гві, інколи Йохві (ест. Jõhvi, МФА: [jɤhvi]) — місто на північному сході Естонії, столиця повіту Іда-Вірумаа.
Йигві знаходиться приблизно за 160 км від Талліннa і 50 км від Нарви, з якими воно з'єднане автомобільними та залізничними шляхами. У 2014 році населення міста складало 12 355 чоловік.

## Походження назви міста
Існує кілька припущень стосовно походження назви Йихві. У народі побутувала думка, що місто отримало свою назву від слова «йихвікас» (ест. jõhvikas — журавлина). Але «йихвікас» більше підходить до назви болота, ніж до людського поселення. Крім того, серед дивних назв поселень в Естонії не зустрічаються назви лісових ягід. Підтвердження можна знайти в книзі фінського філолога Лаурі Кеттунена «Етимологічне досліджання географічних назв в Естонії» («Estonian maantieteellisten nimien alkuperätutkimus»). Він вважає, що назва Йихві походить від слова «йихв» (ест. jõhv — кінський волос). У першу чергу необхідно розглянути початкову назву, тому що за століття вона змінилася до невпізнаваності. В XIX столітті мешканці йихвіського приходу називали свій центр Йихва, а в сусідньому вайварському приході — Йові. Обидва цих слова означають «йихв». Журавлина ж на обох наріччях «йихвікас». Останнє в народній мові могло змінитися (що часто траплялося з географічними назвами в Естонії) настільки, що стало співзвучно слову «йиві». Процес такого скорочення повинен прослідковуватися у першоджерелах, у яких фігурує Йихві. Найбільш ранні з них: 1241 р. — Ґеві (Gevi), 1354 р. — Єве (Yeve), 1364 р. — Єві (Jevy). Буква «g» у нижньонімецькому діалекті (а якраз звідти були ті перші складачі грамот) звучала як «j», а буквою «е» позначалося досить багато голосних, у тому числі «и». Це означає, що Йихві, і як Йові, і як Єві, у всякому випадку не Йихвікас. Тому твердження Лаурі Кеттунена доцільно вважати правильним, хоча і слово «йихв» не зовсім підходить до назви поселення. Є твердження, що може існувати зв'язок з географічним становищем, як це явно простежується у випадку з багатьма сусідніми селами. Наприклад, назва села Тамміку («тамм» — дуб) походить від священної діброви, яка знаходилася неподалік. У Йихві, як відомо, вже близько семисот років знаходиться парафіяльна церква. Можливо зв'язок йде з давньої віри. Так Я. М. Ейзен у своїй книзі «Прадавня віра в Естонії» наводить приклади пов'язані з волосатиком («йихвуссь») із легенд та переказів. Одна з легенд говорить, що якось в Юр'їв день впав з кінського хвоста волос в річку — і ожив. В іншій говориться, що кінський волос створив сам чорт, і розплодилося їх так багато, що люди не могли вже й сіна накосити, бо ці кінські волоси різали їм ноги. Люди поскаржилися небесам. Бог знищив живий кінський волос, тільки на дуже болотистих місцях трохи його збереглося, але він вже не був такий небезпечний для людей, як раніше.
Такий «живий кінський волос» дійсно існує, живе він у водоймах і належить до паразитів. За зовнішнім виглядом нагадує кінський волос, товщиною в кілька мікрометрів і довжиною від 25 см до 1,5 метра. Культ кінського волоса належить до дуже давнього часу, коли на узбережжі Балтійського моря переважала фінська мова, тому що слова «йиха» і «йихвуссь» і у фінській мові існують в парі — «йоухі» (фін. jouhi) і «йоухімато» (фін. jouhimato). Йихвіська церква стоїть на березі колишнього льодовикового озера, що оточене поясом боліт з численними вікнами — ідеальне місце існування кінського волоса. Хоча, спираючись тільки на назву, не можна робити далекосяжні висновки, проте не виключено, що йихвіська церква побудована на колишньому культовому місці, пов'язаному з кінським волосом. Слово «йихвуссь» такої ж довжини, як і слово «йихвікас», на основі цього можна стверджувати, що, можливо, Йихві є похідним від слова «йихвуссь». Так само відомо, що слово «йихвуссь» звучало набагато коротше «йиві», в інших говірках Естонії звучить як «йохв» (ест. johv), «єхве» (ест. jehve), «іхве» (ест. ihve). З цього слідує, що «Йихві» і «йихвуссь» мають однакове значення. Назви тварин і навіть комашок досить часто зустрічаються в назвах поселень. З прилеглих можна навести в приклад село Мягара («мягара» — мошкара) і, можливо, Кукрузе («кукрік» — жук, комашка). Імовірно, вся справа з культовою твариною, пов'язаною з міфічним предком племені, тому «йихвуссь» міг бути тотемом місцевого племені, якому приносили жертви на тому місці, де стоїть йихвіська церква. Але будівництво церкви вказує на те, що це культове місце мало ширше значення. Наскільки точна гіпотеза назви Йихві, сказати важко, але вона більше відповідає традиції виникнення географічних найменувань у Естонії, ніж раніше запропоноване пояснення.
Ще одне припущення належить краєзнавцю Х. Курбі, який у 30-х роках XX століття запропонував звернутися до слова «jõevesi» (у перекладі «річкова вода»), оскільки нібито так називали джерело, що знаходилося в центрі Йихві і давало початок одній з приток Пюхайигі.

## Символіка
Вперше питання про герб і прапор міста було піднято 2 грудня 1938 на засіданні міських зборів, тоді ж були затверджені проекти, розроблені Союзом міст Естонії. Але через приєднання Естонії до Радянського Союзу офіційного затвердження прапора і герба Президентом Республіки Естонії не відбулося.
Після розпаду СРСР і утворення Естонії Йихві отримало статус міста, власні герб і прапор, які були затверджені 20 липня 1992 Урядом Республіки і є офіційними символами міста дотепер. Герб має щитоподібну форму і розділений на дві частини. Нижня частина має зелену основу, на якій зображена золота голова оленя, який дивиться справа наліво, з червоним висолопленим язиком. Верхня частина герба представлена червоним тлом із зображенням 3 срібних ялин.
Прапор міста являє собою прямокутне полотнище з відношенням ширини до довжини 1:2, що складається з п'яти смуг біло-зеленого кольору. По краях і центру прапора білі смуги шириною 1/7 ширини, а між ними зелені смуги шириною 2/7 смуги.

## Органи влади
Після розпаду СРСР і утворення Республіки Естонія містом стали керувати старійшина і місцеве самоврядування. Старійшина міста обирається шляхом голосування місцевого самоврядування. 14 серпня 2014 року головою міста був обарний Айвар Сурва, 1 жовтня він остаточно затверджений на посаді. До нього старійшиною був Таун Вихмар, а влітку виконував обов'язки Велло Юхков.

## Населення
Населення міста у 2014 році складало 12 355 осіб. За етнічним складом більшість становлять росіяни (53 %), естонців — 33 %. Домінуючі мови спілкування у місті — естонська та російська.

### Динаміка населення
| Рік       | 1897 | 1917  | 1919  | 1938  | 1945 | 1959   | 1969   | 2000   | 2010   | 2013   | 2014   |
| --------- | ---- | ----- | ----- | ----- | ---- | ------ | ------ | ------ | ------ | ------ | ------ |
| Населення | 828  | 1 300 | 1 700 | 2 525 | 800  | 10 502 | 14 000 | 12 112 | 11 088 | 12 575 | 12 355 |

## Фізико-географічна характеристика
Місто розташоване на півночі повіту, у північно-східній частині Ахтмеської (Йихвіської) височини. Географічні координати міста: 59°21` північної широти, 27°24` східної довготи. Йихві знаходиться приблизно за 160 км від Талліннa і 50 км від Нарви. На півдні межує з Ахтмеською частиною міста Кохтла-Ярве.

### Клімат
Клімат помірно морський. Характеризується відносно низькою добовою та річною амплітудою температур, м'якою й вологою зимою, теплим, нежарким літом, підвищеною вологістю повітря. Бувають роки, коли літо видається посушливим і жарким, а зима морозною, або літо прохолодне і дощове, а зима досить м'яка. Постійний вплив циклонів робить погоду досить нестійкою, особливо навесні й восени. Максимум опадів припадає на другу половину літа. Сніговий покрив лежить від 70 до 130 днів на рік.
- Середня річна температура повітря — 5,1 °C[11]
- Середня річна кількість атмосферних опадів — 736 мм[12]
- Відносна річна вологість повітря — 81 %[13]
- Середня річна швидкість вітру — 4,0 м/с[14]
- Середній річний атмосферний тиск — 753,2 мм рт. ст.[15]

## Економіка

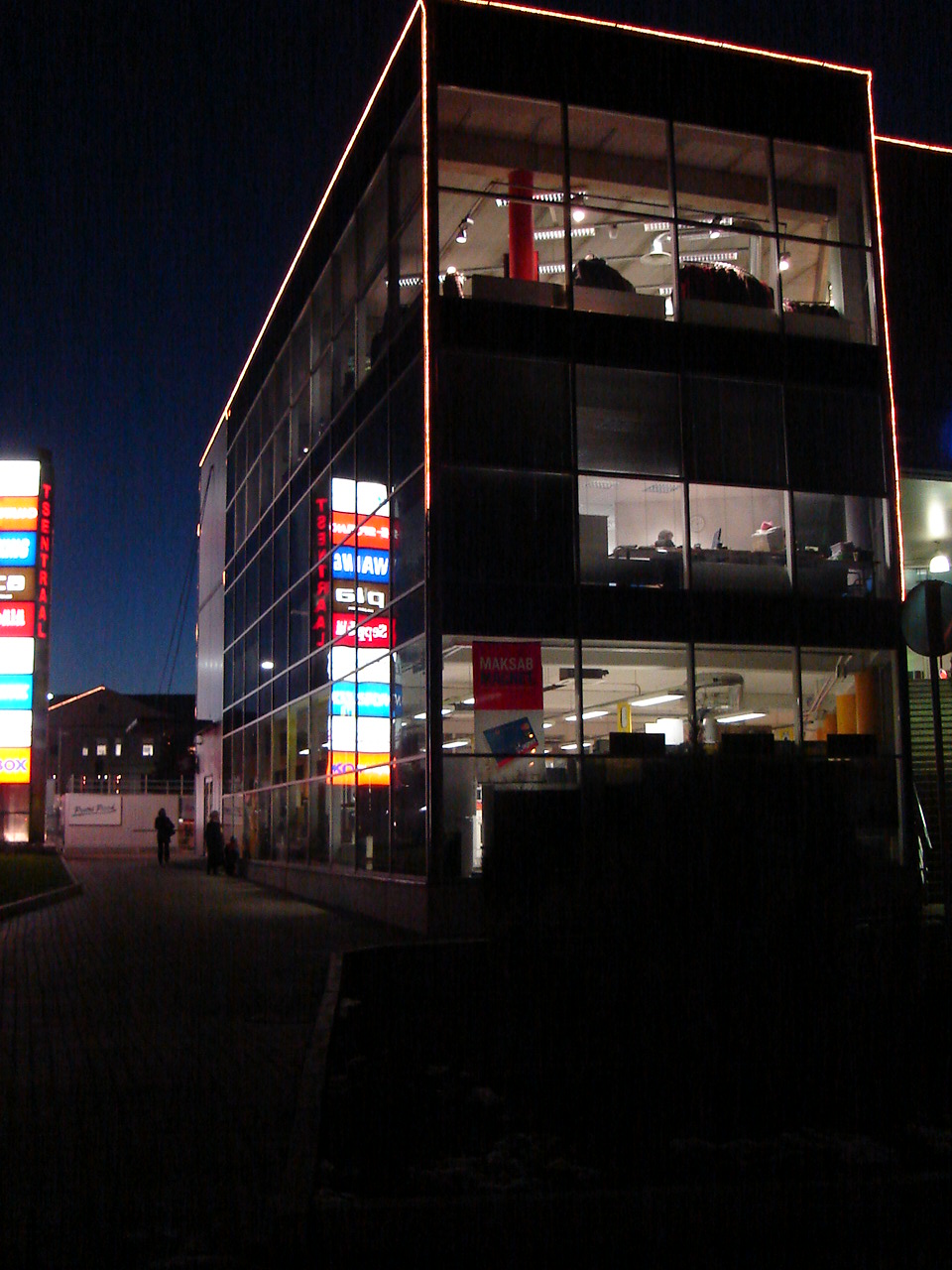
Торговий центр «Tsentraal»

### Фінансові послуги
У місті знаходяться кілька філіалів комерційних банків Естонії: «Swedbank», «SEB», «Nordea», «Danske Bank», «Krediidipank».

### Промисловість
Основною галуззю промисловості в Йихві є видобування сланцю. Даною галуззю займається компанія «Eesti Energia Kaevandused AS», що входить до концерну «Eesti Energia». Підприємство володіє двома підземними шахтами і двома кар'єрами, а також підрозділом залізничних перевезень. Відходи збагачення сланцю застосовуються у виробництві будматеріалів, а також у вигляді щебеню для будівництва доріг Іда-Вірумааского повіту.
До 15 серпня 2015 року планується закінчити будівництво Йихвіського промислового парку на суму більше одного мільйона євро. У промпарку будуть побудовані дороги і технічні траси — водопровід, газопровід, лінії зв'язку. У вересні 2014 року вже були знайдені інвестори для будівництва складських приміщень.
Також у місті розвинена харчова промисловість, яка представлена підприємствами «Maadlex OÜ» та «Maag Piimatööstus AS». З 1996 року компанія «Maadlex OÜ» займається виробництвом соусів, а «Maag Piimatööstus AS» молочною продукцією (за день переробляє до 280 тонн сирого молока).
Випуском акустичних систем займається фірма «Audes LLC ОÜ», яка більшу частину своєї продукції експортує в США і країни Європейського Союзу. Будівельна галузь представлена заводом з виробництва бетону «Betoonimeister»].

### Туризм
Йихві слабо розвинене як туристичне місто. Найбільший інтерес для гостей міста представляють лютеранська Церква Святого Михайла, у якій знаходиться музей, і Храм Богоявлення Господнього. Спортивний туризм стимулюється сучасним спортивним комплексом і міським стадіоном, а історичний — музеєм. Серед інших визначних пам'яток міста — міська ратуша, вітряк, концертна зала і ряд пам'ятників.
У місті діють 3 готелі: «Hostel Nele» , «Pääsuke»  та «Wironia» .

## Транспорт

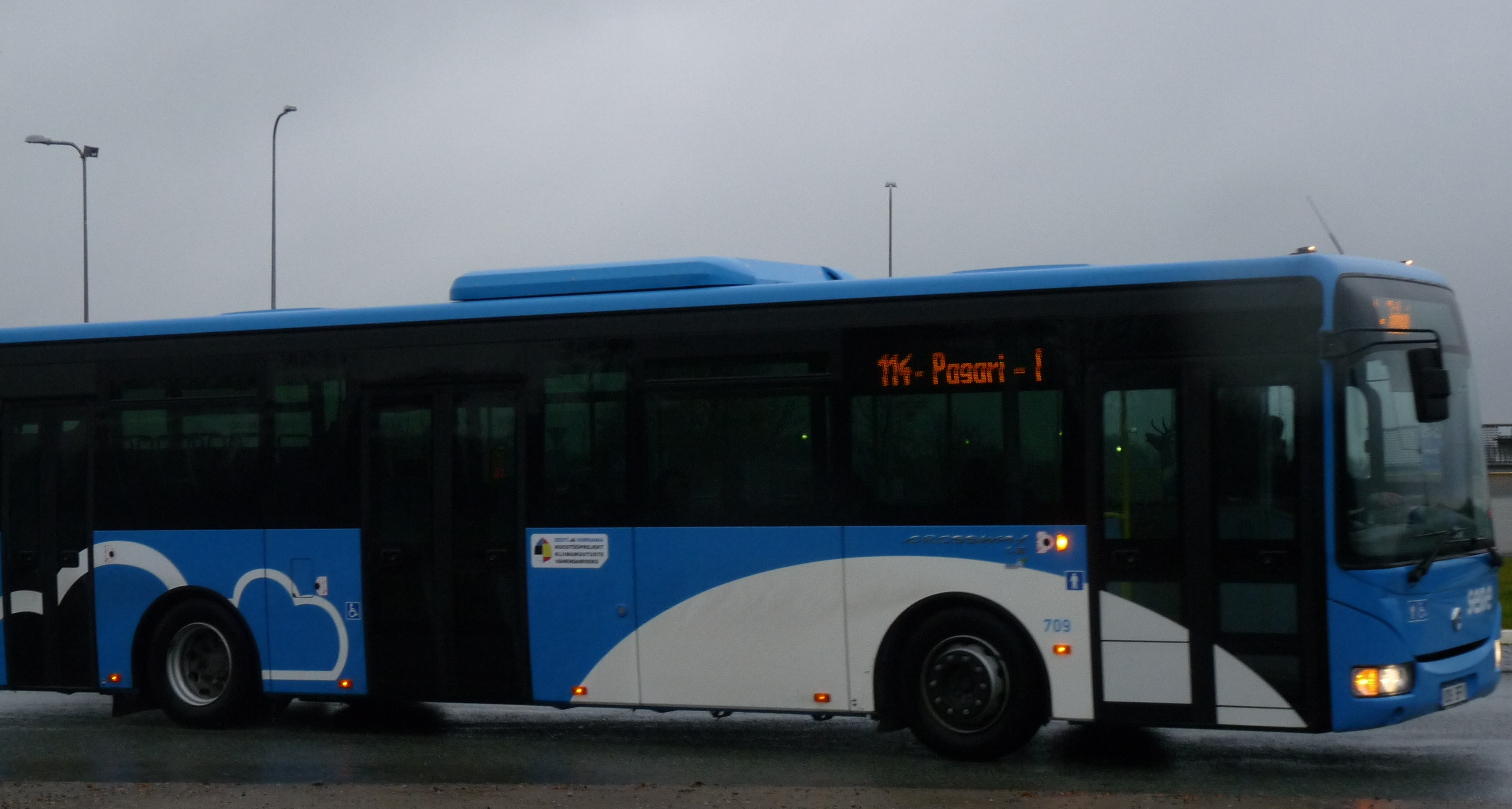
Міський автобус на 114 маршруті

Внутрішньоміські перевезення в Йихві здійснюються автобусами, маршрутними і легковими таксі. Маршрути створені так, що з'єднують місто з іншими районами Кохтла-Ярве, зокрема Ахтменська і Ярвеська частини. Також Йихві пов'язаний з іншими населеними пунктами автобусним і залізничним сполученням. У центрі міста знаходиться автостанція, яка розташована під одним дахом з торговим центром «Jewe».
Через міську залізничну станцію проходять лінії рейсових поїздів Таллінн — Нарва, Таллінн — Санкт-Петербург і Таллінн — Москва.
Планується в майбутньому відновити міський аеродром (Jõhvi Lennuväli), який буде використовуватися для малої авіації, авіаторами-аматорами, бізнесменами, парашутистами, а також фірмами з комплектації та обслуговування крилатої техніки. На початковому етапі буде земляна 1200-метрова злітно-посадкова смуга.

## Спорт
Міський стадіон слугує домашньою ареною футбольного клубу «Локомотив», який в 2014 році виступав у Преміум Лізі Естонії. У 2015 році в місті з'явилася Йихвіська футбольна школа.
У 2009 році було відкрито спортхолл, у якому знаходяться дві баскетбольні та один волейбольний майданчики, басейн, зал для аеробіки, гімнастичний зал, тренажерний зал, малий зал, кафе та приміщення для тренерів Йихвіської спортивної школи.

## Міжнародні зв'язки

### Міста-побратими
Згідно з офіційним сайтом [Архівовано 7 травня 2021 у Wayback Machine.]
- Україна: Городня, Липовець[34], Харків[35]
- Німеччина: Нордерштедт[36]
- Росія: Кінгісепп[37][38]
- Білорусь: Постави[39][40][41]
- Польща: Олецько[35]
- Швеція: Уддевалла[36]
- Фінляндія: Лоймаа
- Норвегія: Шієн[42]
- Данія: Тистед

### Міста-партнери
Згідно з офіційним сайтом [Архівовано 7 травня 2021 у Wayback Machine.]
- Німеччина: Нордерштедт
- Швеція: Стрьомсунд
- Латвія: Огрський район
- Фінляндія: Керава, Оутокумпу
- Нідерланди: Остстеллингверф

## Уродженці
- Андрес Салуметс (* 1971) — естонський біолог та біохімік, дійсний професор кафедри репродуктивної медицини Тартуського університету.